# Sandra Diane Knapp
Sandra Diane Knapp (1956 - ) é uma botânica norte-americana.
Sua área de interresse são os diferentes grupos de Solanum, também outras taxa da família Solanaceae, tabaco (Nicotiana), as Anthocercidae e as Juanulloeae, como também as solanáceas  Mesoamericanas.

## Obras
- Solanum section Geminata (Solanaceae). Bronx, New York 2002, ISBN 0-89327-441-0 (404 pp)
- Knapp S. 2002. Tobacco to tomatoes: a phylogenetic perspective on fruit diversity in the Solanaceae. Journal of Experimental Botany 53:2001-2022
- Das Blütenmuseum. Frederking & Thaler, 2004, ISBN 3-89405-477-8 (336 pp, 300 fotografías)
- Typification of Solanum (Solanaceae) species described by Martín de Sessé y Lacasta and José Mariano Mociño. Anales del Jardín Botánico de Madrid. 65(1):7-23
- Gerrit Davidse, Mario Sousa Sánchez, Sandra Knapp, A. O. Chater, Fernando Chiang-Cabrera Flora mesoamericana. Publicado por Universidad Nacional Autónoma de México, Instituto de Biología, 1994 ISBN 968-36-3309-9
- Peralta Knapp & Spooner. Taxonomy of Wild Tomatoes and Their Relatives ISBN 0-912861-84-3
- Knapp and Mallet ECOLOGY: Refuting Refugia? Science 71 DOI:10.1126/science.1083007
- Katherine J. Willis, Lindsey Gillson, and Sandra Knapp 2007. Biodiversity hotspots through time: an introduction Phil. Trans. R. Soc. B 362, 169–174